# Yassin (Rapper)
Yassin (* 29. Januar 1985 in Darmstadt; eigentlich Yassin Taibi) ist ein deutscher Rapper mit algerischen Wurzeln. Er erlangte vor allem zusammen mit Audio88 als Duo Bekanntheit und veröffentlichte 2019 sein erstes Soloalbum Ypsilon.

## Leben
Yassin wurde 1985 im Alice-Hospital Darmstadt geboren und wuchs als Sohn eines Algeriers und einer Deutschen auf. Er besuchte die Goethe- und die Justus-Liebig-Schule in Darmstadt. Nach dem Abitur studierte er an der TU Darmstadt Philosophie, brach dies aber später ab. 2007 zog er nach Berlin und begann mit seiner Karriere als Musiker.
Schon in frühester Kindheit versuchten seine Eltern ihn für Musik zu begeistern. Doch der Funke sprang erst im 1990er Hip-Hop-Boom über, als er die Fugees und später das Rödelheim Hartreim Projekt entdeckte. Etwa 1999 besorgte er sich einen Plattenspieler und einen Mixer. Musikalisch versorgte er sich im Hip-Hop-Laden Pentagon von Thomas Hammann.
Ein erstes Tape erschien 2003. Anschließend beteiligte er sich an dem Kassetten-Sampler Stadtgeflüster, wo er beim Mastering mithalf. Anschließend lernte er die Darmstädter Szene kennen und wurde Teil des Independent-Labels Abgrund Records.
In Berlin lernte er Audio88 kennen. Die beiden begannen zusammen Musik zu machen und so arbeitete Yassin dann eng mit Künstlern wie Hiob, Morlockk Dilemma, Dexter und Torky Tork zusammen. Er veröffentlichte 2012 das Tape Altlasten mit Solomaterial und 2014 über Bandcamp ein Kollaboalbum mit Soda aus Darmstadt mit überwiegend düsteren Texten und Beats. Es folgten außerdem noch einige Solotracks.
Am 18. Januar 2019 erschien das Solo-Debüt YPSILON und erreichte Platz 8 der deutschen Albumcharts. Ein Jahr darauf, 2020, veröffentlicht er das Album nochmal als Unplugged-Version.

## Musikstil
Während Yassins Arbeit mit Audio88 wesentlich zynischer und sarkastischer ausfällt, sind die Texte von Yassins Soloalbum weniger aggressiv und sehr viel persönlicher. Musikalisch experimentiert er auf dem Album mit verschiedenen Rap- und Hip-Hop-Stilen. Jedoch sagt der Rapper selbst, dass er sich bei diesem Projekt nicht neu erfunden hat, sondern seiner melancholisch persönlichen Art und Weise, Musik zu machen, treu geblieben ist, auch wenn viele dieser Songs erst jetzt veröffentlicht wurden. So finden sich auf YPSILON erstmals klar biografische Songs (1985, Junks, Ypsilon) neben persönlichen und intimen Einblicken (Haare grau, Samthandschuhe, Panzerglas) und der Auseinandersetzung mit dem aktuellen politischen Klima als Mensch mit algerischen Wurzeln in Deutschland (Abendland, Deutschland).

## Diskografie

### Soloalben
- 2012: Altlasten (Download-Album, Eigenproduktion)
- 2019: Ypsilon (Normale Musik/Groove Attack)
- 2020: YPSILON Unplugged (Normale Musik/Groove Attack)
- 2023: Für Immer (Normale Musik/Groove Attack)

### Kollaboalben
- 2014: Kreiseck (mit Soda, HHV.DE)
- 2024: ISSO (mit Mädness, Normale Musik/Groove Attack)

### Singles
- 2019: Jawoll Alder (mit Felly, Juicy Gay & Drunken Masters)
- 2019: Winter
- 2019: Spring
- 2020: Bruder (mit Nico K.I.Z)
- 2021: Fuck 2021

### Mixtapes
- 2019: X (nur auf Tour erhältlich)